# Emilio Butragueño Fútbol
Emilio Butragueño Fútbol es un videojuego deportivo, desarrollado por la compañía española Topo Soft, lanzado en 1988 para los ordenadores de 8 bits Sinclair ZX Spectrum, MSX, Amstrad CPC, Commodore 64 y PC de 16 bits.

## Descripción
El juego es un simulador deportivo de fútbol apoyado en el famoso futbolista español Emilio Butragueño en el título del juego, como en la campaña publicitaria. Llegó a alcanzar un récord de ventas por aquel entonces de más de 100.000 copias vendidas. Debido a su éxito fue realizada más tarde una segunda parte.
La acción se desarrollaba con una visión aérea superior, pudiendo jugar 1 jugador contra el ordenador o 2 jugadores simultáneos. Los efectos especiales para aquella época de bote del balón, sombras de los jugadores, efecto de acercamiento,... lo convirtieron en un videojuego con cierta calidad técnica.
Como anécdota la camiseta que Butragueño lleva en la portada del juego es la del Real Madrid teñida de rojo. Supuestamente por no herir los sentimientos de otros aficionados.

## Críticas
Una parte de los lectores de la revista MicroHobby consideró la versión Spectrum un bodrio de juego.

## Autores
- Programa y gráficos: Animagic.
- Programador principal: Rafael Gómez
- Pantalla de carga: Ricardo Cancho Niemietz.
- Programa C64: Daniel Gutiérrez y Adolfo Gutiérrez
- Gráficos C64: Adolfo Gutiérrez
- Versión PC: G. Marcos